# العنصرية الطبية: فصل عنصري جديد
العنصرية الطبية: فصل عنصري جديد، وهو مقطع فيديو ينشر فكرة نظريات المؤامرة حول لقاحات كوفيد-19، والتي نشرتها مجموعة ناشطة ضد التطعيم تدعى الدفاع عن صحة الأطفال، والتي تدعي ان الجهود للتطعيم ضد فايروس كورونا ما هي إلا غطاء لإجراء تجارب على الأمريكيين من أصل إفريقي والمجتمعات اللاتينية، ويقول خبراء الاتصالات في مجال الصحة العامة أن مقطع الفيديو يظهر المظالم الفعلية المرتكبة بحق الأمريكيين الأفارقة في الماضي من أجل جعل المطالبات المضادة للتطعيم قابلة للتصديق أكثر.

## الإنتاج والإطلاق
أٌصدر الفيديو الذي مدته ساعة في 11 آذار 2021 على الموقع الإلكتروني الخاص بمجموعة الدفاع عن صحة الأطفال، وقد نُشر مقطع دعائي على الإنستغرام وتمت مشاهدته أكثر من 160,000 مرة.
رئيس المجموعة روبرت كينيدي جونيور كان قد نُسب إليه الفضل كمنتج، بالإضافة إلى شركة سينتنر للإنتاج لديفيد سينتنر، والإمام طوني محمد، والمؤلف المناهض للتطعيم كورتيس كوست، والرئيس التنفيذي لمجموعة مكافحة التطعيم تحالف الصحة العالمية الحضرية كيفن جينكينز، وأخرج الفيديو ديفيد ماسي.

## الدوافع
يرتكز الفيديو في روايته على الاعتداءات السابقة بحق الأمريكيين من أصل إفريقي، كتجربة توسكجي لمرض الزُهري وحالات أخرى من الانتهاكات الأخلاقية المرتكبة بحق الأقليات كجزء من الدراسات الطبية، ومع تلك الحقائق التاريخية كخلفية، يستمر الفيديو بوصف نظريات المؤامرة من خبراء اتصالات بمجال الصحة العامة، ولا سيما الادعاءات المفضوحة من حركة مناهضة التطعيم.
بحسب الدافع المركزي للفيديو، تسعى الولايات المتحدة لإيذاء الأقليات العرقية من خلال لقاح كوفيد-19، الفيديو يكرر الادعاءات المشكوك فيها في بعض حالات التوحد المرتبطة بطريقة ما باللقاح الثلاثي، ولكن أظهرت دراسات قاطعة أنه لا يوجد زيادة في احتمالية تطور التوحد عند الأطفال بعد تلقي اللقاح.
وأيضاً يشوه الفيديو دراسة أولية عام 2014 تبين أن المهاجرين الصوماليين في الولايات المتحدة قد يكون لديهم مستويات الأجسام المضادة للحصبة الألمانية أعلى من مستويات عامة السكان، والفيديو ينهي زوراً أن هذه الدراسة تثبت أن الأمريكيين الأفارقة يأخذون جرعات أعلى من التطعيم، وهي مجرد حسابات منطقية لا تستند إلى أية بيانات، ويكرر أيضاً قصصاً مناهضة للتطعيم عن بيل جيتس ومراكز السيطرة على الأمراض.
يقال للمشاهدين أيضاً أن الأمريكيين من أصل إفريقي لديهم مناعة طبيعية من كوفيد-19، بينما في الحقيقة المجتمع بأكمله كان ضُرب ضربةً قوية بسبب الجائحة منذ البداية، وقيل لهم أيضاً أن أخذ مكملات فيتامين د يقيهم من المرض، وهي معلومة شائعة ولكن خاطئة نشرها الناشطين المناهضين للتطعيم.
ينتهي الفيديو مع كينيدي يطلب من المشاهدين تجاهل المعلومات المقدمة من الأجهزة الصحية والأطباء، ويعزز فكرة أن مكونات لقاح كوفيد-19 غير آمنة، وخلافاً لدوافع كينيدي فإن أمان وسلامة لقاحات كوفيد-19 موثق وقد تم إجراء تقييمات كاملة لها، وتم نشرها بوساطة السلطات الصحية، وزعت اللقاحات في الولايات المتحدة بعد حصولها على إذن بناء على تجارب سريرية شملت عدداً كبيراً من السود.

## المشاركون
قالت المؤرخة الطبية وبروفيسورة جامعة ييل نيومي روجرز أنها تشعر بأنه قد تم استغلالها لأنها قد شاركت عن غير قصد لما اتضح أنه مقال دعوي لمناهضي التطعيمات، بينما عباراتها التي ظهرت في الفيلم كانت صحيحة، فهم كانوا جزء لا يتجزأ من مشاكل هائلة معها وأن قضايا العدالة العرقية التي تدعمها بشدة كانت ملتوية لغرض هذه الحركة المناهضة للتطعيمات.
ندم الدكتور أوليفر بروكز وهو الرئيس السابق للرابطة الطبية الوطنية ندماً شديداً لظهوره في الفيلم، على الرغم من المخاوف المشروعة للأمريكيين من أصل إفريقي القائمة على سوء المعاملة الطبية في الماضي، إلا أنه يدعم الحصول على التطعيم.

## التأثير المحتمل على الصحة العامة
في الحقيقة لا يعرض الفيديو دليلاً على أن اللقاحات غير آمنة على أي حال، ولكنه يحاول إثارة عدم الثقة بالسلطات الصحية والأطباء والحكومة، وهي إستراتيجية معروفة لحركة مناهضي التطعيم.
لطالما تعاملت حركة مناهضي التطعيم الأمريكية مع الأقليات، وتبنت لغة الحرب الأهلية لتصوير مبادرات التطعيم كتهديد أو عدم مساواة، المظالم الفعلية كتجربة توسكجي التي جعلت العديد من الروايات الخاطئة قابلة للتصديق أكثر في المجتمعات الضعيفة، ولربما نتيجة لهذه المأساة فإن مستويات التطعيم لهذه الفئات من السكان أقل من المستوى المطلوب، وحسب خبراء فإنه يتم استهداف الأمريكيين الأفارقة برسائل تربط لقاح كوفيد-19 مع تجربة توسكجي وانتهاكات أخلاقية أخرى ارتكبت بحق أقليات كجزء من الدراسات الطبية، من المرجح أن منتجي الفيديو قصدوا إيذاء مجتمع السود ليزيدوا من تردد أخذ اللقاح داخل تلك الفئة السكانية الضعيفة، في هذه الأثناء المجتمعات العرقية ضربت ضربة أقوى في جائحة كوفيد-19؛ بسبب عوامل اجتماعية واقتصادية، فنسبة الوفيات بين السود والإسبانيين والأمريكيين الأصليين تقريباً ثلاثة أضعاف معدل الأمريكيين البيض.  

### فيديوهات أخرى تروج لنظريات المؤامرة الطبية
- وباء (فيديو)